# 谷口佳子
谷口 佳子（たにぐち けいこ、6月3日 - ）は、日本の女性声優。埼玉県出身。

## 人物
以前は81プロデュースに所属していた。
趣味・特技はお菓子作り、日本舞踊。

## 出演作品

### テレビアニメ
2005年
- かみちゅ!（モノノケD）
- ガラスの仮面 平成版（男の子）

2006年
- 流星のロックマン（ファン）

2007年
- Over Drive（生徒）

2008年
- 黒執事（女性客）

2009年
- 聖剣の刀鍛冶（女性）

2010年
- バクマン。（養護教諭）
- メタルファイト ベイブレード（観客B）

2011年
- 神様ドォルズ（枸雅日都美）
- へうげもの（女房衆）

### ゲーム
2005年
- ロマンシング サガ -ミンストレルソング-（ファラの母、ウハンジの娘、道具屋の娘）

### ラジオ
- 純子と涼のアシタヘストライク!（ナレーション）

### 吹き替え
実写
- お買いもの中毒な私!
- キャンプ・ロック2 ファイナル・ジャム
- ビッグママ・ハウス3（ドラマクイーン）
- ブロークバック・マウンテン（ジェニー）

アニメ
- ザ・バットマン（レポーター）
- バットマン:ブレイブ&ボールド